# 莱诺拉
莱诺拉（義大利語：Lenola），是意大利拉蒂纳省的一个市镇。总面积45.7平方公里，人口4204人，人口密度92.0人/平方公里（2009年）。ISTAT代码为059012。